# オーステンデ・ウィーン急行

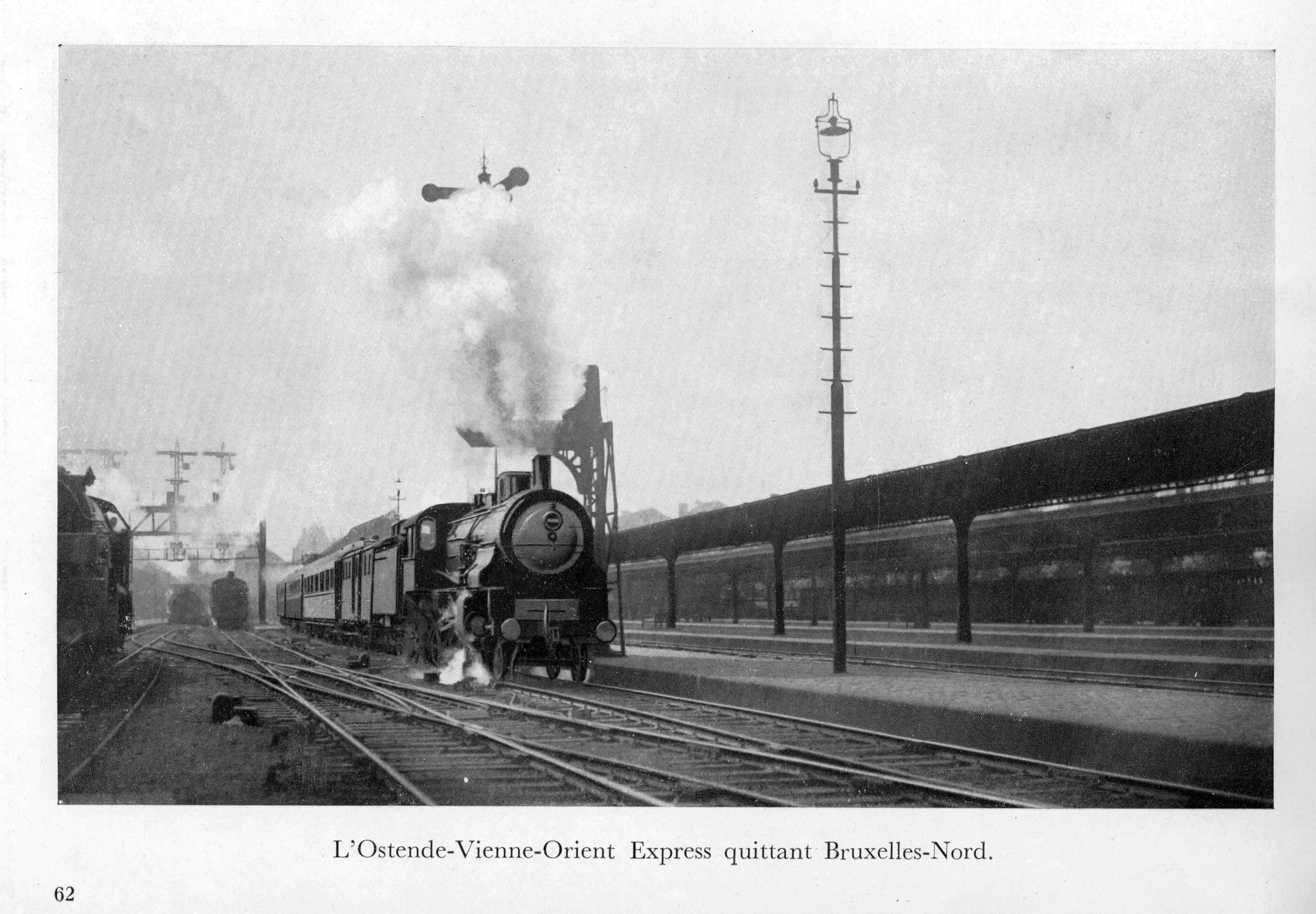
ブリュッセル北駅を発車するオーステンデ・ウィーン・オリエント急行（1920年代）

オーステンデ・ウィーン急行(Oostende-Wien Express)は、ベルギーのオーステンデとオーストリアのウィーンを結んでいた国際寝台列車である。ウィーン発オーステンデ行きの列車についてはウィーン・オーステンデ急行とも呼ばれた。1895年に運行を始め、第一次世界大戦と第二次世界大戦による中断を挟みながら、1991年まで運行されていた。
時期によりウィーンから先のトリエステ、コンスタンツァ、イスタンブール（コンスタンティノープル）、ブカレストなどへ客車を直通させ、オーステンデ・ウィーン・トリエステ急行、オーステンデ・ウィーン・コンスタンツァ急行、そしてオーステンデ・ウィーン・オリエント急行と称した。また途中のニュルンベルクからカールスバート（現チェコ領カルロヴィ・ヴァリ）への分岐も存在し、オーステンデ・カールスバート急行と呼ばれていた。
地名をフランス語表記したオスタンド・ヴィエンヌ急行(Ostende-Vienne Express)と呼ばれることもある。またウィーンからオーステンデ方向への列車はウィーン・オーステンデ急行とも呼ばれる。

## 第一次大戦前

第一次世界大戦前のオーステンデ・ウィーン急行。
1 : オーステンデ・カールスバート急行（1895年-）
2 : オーステンデ・ウィーン・コンスタンツァ急行（1895年-1900年）, オーステンデ・ウィーン・オリエント急行（1900年-）
3 : オーステンデ・ウィーン・トリエステ急行（1895年 - 1900年）
4 : オーステンデ・ウィーン・オリエント急行（1900年-）

ベルギーのオーステンデはイギリスのドーバーと船で結ばれており、ヨーロッパ大陸の鉄道網とイギリスとの接続点の一つとなっていた。国際寝台車会社（ワゴン・リ社）は1872年の創業時からオーステンデ発着の寝台車を運行していた。
1894年6月1日、ワゴン・リ社はオーステンデとオーストリア＝ハンガリー帝国のウィーンをブリュッセル、ケルン、フランクフルト・アム・マイン、ニュルンベルク、パッサウなどを経由して結ぶオーステンデ・ウィーン急行の運行を始めた。従来イギリスからオーストリアや南東ヨーロッパ方面へは、ドーバーからカレーを経由し、パリでオリエント急行に乗り継ぐ必要があった。オーステンデ経由はこれより短距離で所要時間も短かった。ロンドン - ウィーン間は1泊2日の行程となり、朝ロンドンを起てば翌日の夕方にウィーンに着くことができた。

### オーステンデ・カールスバート急行
1895年からは、夏季に限りオーステンデ・ウィーン急行の寝台車と荷物車各1両がニュルンベルクで切り離され、オーストリア＝ハンガリー帝国領ボヘミア（現チェコ）の温泉地カールスバート（現カルロヴィ・ヴァリ）へ直通するようになった。これをオーステンデ・カールスバート急行と称した。
1905年からは、さらにオーステンデとマリーエンバート（現マリアーンスケー・ラーズニェ）間の客車がオーステンデ・カールスバート急行に加わった。

### オーステンデ・ウィーン・トリエステ急行
1895年12月3日から、オーステンデ・ウィーン急行は週に一度のみ、ウィーンから当時オーストリア＝ハンガリー帝国領であったアドリア海の港町トリエステまで、オーストリア南部鉄道経由で延長された。これをオーステンデ・ウィーン・トリエステ急行と称した。トリエステはオーストリア・ロイド社の地中海航路の拠点であり、オーステンデ・ウィーン・トリエステ急行はエジプト・アレクサンドリアへの船と連絡していたほか、不定期にインド、中国、日本への船とも接続していた。また1897年からは客車1両が不定期にフィウーメ（現クロアチア領リエカ）へ直通した。
しかしイギリスと地中海を結ぶ経路は、フランスやイタリアの港を利用するものが主流となっており、オーステンデ・ウィーン・トリエステ急行のウィーン以南での乗客は列車全体で数人ということも珍しくなかった。このため1900年5月1日にはオーステンデ・ウィーン・トリエステ急行の運転は中止され、寝台車1両のみが通常の急行列車に連結されてトリエステまで直通するのみとなった。1909年にはタウエルントンネルが開通し、オーストリア西部やドイツからトリエステへの短絡路が形成されたため、オーステンデ・ウィーン急行からトリエステへの直通は廃止された。

### オーステンデ・ウィーン・オリエント急行
1895年11月12日から、オーステンデ・ウィーン急行は週に一度ルーマニアの黒海沿岸の港町コンスタンツァまで、ブダペスト、ブカレスト経由で延長され、オーステンデ・ウィーン・コンスタンツァ急行と名乗った。この時期オリエント急行もパリからコンスタンツァまで直通していたが、この時点ではオーステンデ・ウィーン・コンスタンツァ急行とオリエント急行は別の列車であった。コンスタンツァではオスマン帝国のイスタンブール（コンスタンティノープル）への船と連絡していた。
1900年5月1日のダイヤ改正から、オーステンデ・ウィーン急行の客車はウィーン以東でオリエント急行に連結され、ブダペストまでは毎日、週に2度コンスタンツァまで、また週に3度はコンスタンティノープルまで（ブダペスト、ベオグラード、ソフィア経由）直通するようになった。この時の列車はオーステンデ・ウィーン・オリエント急行と呼ばれた。1910年には、オーステンデ・ウィーン急行とオリエント急行の併結駅は両列車の走行経路の合流点であるヴェルスに変更された。1911年にはコンスタンティノープルまでが週4往復、コンスタンツァまで週3往復に増便された。
1914年の第一次世界大戦勃発とともに、オーステンデ・ウィーン・オリエント急行の運行は不可能となり、オリエント急行やその他の豪華列車と同様運休となった。

## 戦間期

戦間期のオーステンデ・ウィーン（・オリエント）急行。青は客車の直通区間。灰色はその他の「オリエント急行」関連列車。

第一次世界大戦の終結後、1919年にはシンプロン・オリエント急行という新たな経路の列車が誕生し、1920年にはオリエント急行も復活した。しかしオーステンデ・ウィーン急行は1925年まで再開されなかった。
この間、1920年1月1日から、シンプロン・オリエント急行にオーステンデ発着の客車が連結されたが、その経路はオーステンデからストラスブール、バーゼルへと南下し、ゴッタルド鉄道トンネルを経てミラノに至り、ここでシンプロン・オリエント急行の本体と合流してブカレストまたはイスタンブールへ向かうというものであった。シンプロン・オリエント急行にはカレー発着の客車もあり、ロンドンと南東ヨーロッパの間ではカレー経由のほうが所要時間が短かった。
同年中には、「ブローニュ/パリ/オーステンデ - ストラスブール - ウィーン急行」および「ブローニュ/パリ/オーステンデ - プラハ - ワルシャワ急行」（シュトットガルト以西では併結）という長い名前の列車が新設された。このうちオーステンデ発着の客車は、ストラスブールでブローニュやパリ発着の客車と合流していた。1921年には、この列車に代わる形でオリエント急行の運転が再開された。このときオーステンデ発着の客車はオーステンデ - ウィーン間を急行列車（D51/52列車）として運転されたが、これは戦前のオーステンデ・ウィーン急行のようなワゴン・リ専用の豪華列車ではなく、一般客車を主体とする通常の急行列車にすぎない。1923年にはベルギーとフランスによるルール占領のため、オリエント急行はスイス経由の迂回運転（のちのアールベルク・オリエント急行の経路）を強いられた。このときオーステンデ発着客車はバーゼルで合流するようになった。
1925年6月5日、オーステンデ・ウィーン急行は第一次大戦前の経路で週3往復の運行を再開した。リンツ（時期によってはヴェルス）以東ではオリエント急行と併結されての運転となった。客車の一部はオリエント急行とともにブカレストまで直通した。またカールスバートへの直通も復活した。さらに、オーステンデ・ウィーン急行にはオランダのアムステルダムとブカレストを結ぶ客車も連結されていた。なおこれにより、オーステンデからミラノ経由でのシンプロン・オリエント急行への直通は廃止された。
1928年5月15日には、オーステンデ・ウィーン急行の客車はブカレストに代わってイスタンブールまで直通するようになった。このころオーステンデ経由でのロンドンから南東ヨーロッパ方面への所要時間は、ダイヤ改正のたびに変わるものの、カレー発着のオリエント急行やシンプロン・オリエント急行と比べ1時間ほど短かった。
1936年にはオーステンデ - ブダペスト間が毎日運転となるが、翌年には週3往復に戻されている。
1939年8月下旬、第二次世界大戦に向けたドイツの戦時体制への移行により、ワゴン・リの国際列車の運行は不可能となった。オーステンデ・ウィーン急行は8月26日に運行を中止した。

## 第二次大戦後
1947年冬ダイヤ改正からオーステンデ - ウィーン間に寝台列車（列車番号L52/51）の運転が再開された。第二次大戦前と同様、リンツ以東ではオリエント急行に連結された。またオーステンデ - プラハ間およびアムステルダム - プラハ間を直通する客車も連結されていた。しかし所要時間は第二次大戦前より延びていた。1948年から正式に「オーステンデ・ウィーン急行」の列車名が復活した。
1950年には、オーステンデ・ウィーン急行やオリエント急行の西ドイツにおける列車種別が、19世紀以来の豪華列車(Luxuszug)から通常の長距離急行列車(Fernschnellzug, FD-Zug)に格下げされた。1952年にはオーステンデ・ウィーン急行はオリエント急行とは完全に分離され独立した列車となった。ただしその後もブダペストまで直通の寝台車や、ブカレストまでの簡易寝台車（クシェット車）が連結されることもあった。
オーステンデとバルカン半島の間では、1951年にオーステンデ・ウィーン急行とは別にタウエルン急行(Tauern Express)という列車が新設されている。これはミュンヘンおよびオーストリア西部のタウエルントンネルを経由してユーゴスラビア（現スロベニア）のリュブリャナに至るもので、1953年からはオーステンデ - アテネ間を直通する客車（リュブリャナ以南はシンプロン・オリエント急行に連結）もあった。1960年にはイスタンブールへも直通しているが、1966年にはミュンヘン - イスタンブール間のタウエルン・オリエント急行の登場後は区間が短縮されている。
1988年からは、オーステンデ・ウィーン急行は冬季は運休となった。1991年夏ダイヤ改正（6月2日）で通年運転が復活したものの、列車名はオーストリア・ナハトエクスプレス（Austria-Nachtxepress, オーストリア夜行急行）と改められ、オーステンデ・ウィーン急行の名は消滅した。オーストリア・ナハトエクスプレスは途中バイエルン・ナハトエクスプレス（アムステルダム - ミュンヘン）と客車の入れ替えを行なっており、オーステンデ - ミュンヘン間の客車（元タウエルン急行であるが、タウエルントンネルは越えない）やアムステルダム - ウィーン間の客車（元ホラント・ウィーン急行で、オーステンデ・ウィーン急行の時代から連結）も連結されていた。

## 廃止後
1993年夏ダイヤ改正（5月23日）で、新たな国際夜行列車の種別としてのユーロナイトが発足した。このときオーストリア・ナハトエクスプレスはバイエルン・ナハトエクスプレスと統合され、ドナウ・ワルツァー（Donau-walzer、ワルツ『美しく青きドナウ』の愛称）と改名された。オーステンデ - ウィーン間のほか、オーステンデ - ミュンヘン、アムステルダム - ウィーン、アムステルダム - ミュンヘンの4系統が同じ名を名乗り、ケルン中央駅で客車の入れ替えが行われた。
1990年代半ばには冬ダイヤ期間にはブリュッセル - ウィーン間に運行区間が短縮され、2000年夏ダイヤ改正（5月28日）以降は通年でブリュッセル発着となった。1996年夏ダイヤ改正ではミュンヘン発着編成の走行経路が変更されニュルンベルクでの分割、併合となり、さらに2002年冬ダイヤ改正（12月15日）では分割・併合を廃止して、ブリュッセル - ウィーン間をミュンヘン、ザルツブルク経由で走行するようになった。
2003年冬ダイヤ改正（12月14日）でドナウ・ワルツァーは廃止された。この改正により、ベルギー国内を起終点とする夜行列車は一旦全廃された。なお同改正では代替としてデュッセルドルフ - ウィーン間のユーロナイトが新設されており、この列車は2012年ダイヤ（2011年12月改正）でもケルン - ウィーン間の列車として存続している。

## 事故
1901年12月6日の午前5時頃、頭端式のフランクフルト中央駅で、オーステンデ・ウィーン急行の機関車が車止めを突き破って冒進し、駅舎内のレストランに突入するという事故が発生した。この事故の現場を撮影した写真が残されている。

## フィクション
グレアム・グリーンの小説「スタンブール特急」（Stamboul Train, 1932年）はオーステンデ発イスタンブール行きのオーステンデ・ウィーン・オリエント急行を舞台としている。これは1934年に「オリエント急行」(Orient Express)の題で映画化された。